# 대한민국 형법 제195조
대한민국 형법 제195조는 수도불통죄에 관한 형법 각칙의 조문이다. 제16장 음용수에 관한 죄에 포함되어 있으며 예비·음모의 처벌규정이 있다.

## 조문
제195조(수도불통) 공중이 먹는 물을 공급하는 수도 그 밖의 시설을 손괴하거나 그 밖의 방법으로 불통(不通)하게 한 자는 1년 이상 10년 이하의 징역에 처한다. [전문개정 2020. 12. 8.]

## 판례
- 빌라건물에 거주하는 피고인이 빌라 공용배관의 누수로 자신의 주거지에 침수피해가 발생하자, 빌라 입주민들에게 누수로 인한 피해를 주장하였으나 입주민들과 공용배관 공사 방법에 대해 협의에 이르지 못하고 있던 중, 임의로 빌라 외부에 있는 공용계량기함의 밸브를 잠근 후 자물쇠와 쇠사슬을 이용하여 열지 못한 것은 수도불통행위에 해당하여 수도불통죄 유죄이다.[1]

### 보호법익 및 대상인 '수도 기타 시설
- 제195조가 규정한 수도불통죄는 공중의 음용수를 공급하는 수도 기타 시설을 손괴하거나 기타 방법으로 불통하게 함으로써 성립하는 공공위험범죄로서 공중의 건강 또는 보건을 보호법익으로 한다. 수도불통죄의 대상이 되는 ‘수도 기타 시설’이란 공중의 음용수 공급을 주된 목적으로 설치된 것에 한정되는 것은 아니고, 설령 다른 목적으로 설치된 것이더라도 불특정 또는 다수인에게 현실적으로 음용수를 공급하고 있는 것이면 충분하며 소유관계에 따라 달리 볼 것도 아니다.[2]
- 형법 제184조는 '제방을 결궤(決潰, 무너뜨림)하거나 수문을 파괴하거나 기타 방법으로 수리를 방해'하는 것을 구성요건으로 하여 수리방해죄를 규정하고 있는바 여기서 수리(水利)라 함은, 관개용·목축용·발전이나 수차 등의 동력용·상수도의 원천용 등 널리 물이라는 천연자원을 사람의 생활에 유익하게 사용하는 것을 가리키고(다만, 형법 제185조의 교통방해죄 또는 형법 제195조의 수도불통죄의 경우 등 다른 규정에 의하여 보호되는 형태의 물의 이용은 제외될 것이다), 수리를 방해한다 함은 제방을 무너뜨리거나 수문을 파괴하는 등 위 조문에 예시된 것을 포함하여 저수시설, 유수로(流水路)나 송·인수시설 또는 이들에 부설된 여러 수리용 장치를 손괴·변경하거나 효용을 해침으로써 수리에 지장을 일으키는 행위를 가리키며, 나아가 수리방해죄는 타인의 수리권을 보호법익으로 하므로 수리방해죄가 성립하기 위하여는 법령, 계약 또는 관습 등에 의하여 타인의 권리에 속한다고 인정될 수 있는 물의 이용을 방해하는 것이어야 한다.
원천 내지 자원으로서의 물의 이용이 아니라, 하수나 폐수 등 이용이 끝난 물을 배수로를 통하여 내려보내는 것은 형법 제184조 소정의 수리에 해당한다고 할 수 없고, 그러한 배수 또는 하수처리를 방해하는 행위는, 특히 그 배수가 수리용의 인수(引水)와 밀접하게 연결되어 있어서 그 배수의 방해가 직접 인수에까지 지장을 초래한다는 등의 특수한 경우가 아닌 한, 수리방해죄의 대상이 될 수 없다.[3]
- 사설수도를 설치한 시장 번영회가 수도요금을 체납한 회원에 대하여 사전 경고까지 하고 한 단수행위에는 위법성이 있다고 볼 수 없다.[4]
- 형법 195조에서 말하는 공중의 음용수를 공급하는 수도라 함은 불특정 또는 다수인에게 현실적으로 음용수를 공급하고 있는 상수도시설인 이상 그것이 공설의 것이건 사설의 것이건 가리지 않고 이에 포함된다고 할 것이다.[5]
- 사설수도시설자는 불법가입자의 집으로 들어가는 수도시설을 발굴하여 급수를 정지 시킬 수 있으므로 그 수도시설을 손괴하였다 하여도 수도불통죄가 성립치 아니한다.[6]
- 비록 적법한 절차를 밟지 아니한 수도라 할지라도 그것이 현실로 공중생활에 필요한 음용수를 공급하고 있는 시설로 되어있는 이상 해시설을 불법하게 손괴하여서 수도를 불통케 하였을 때에는 수도불통으로 봄이 타당하다[7]